# Let Me Entertain You (Queen)
Let Me Entertain You is een nummer van de Britse rockband Queen van het album Jazz uit 1978 en staat daarop als 6de. Het werd in de The Game Tour en in de Jazz Tour een tijd live gespeeld als concertopener na We Will Rock You (fast). Het staat ook op de livealbums Live Killers en Queen Rock Montreal.